# Borstbeeld van Carlho Wijdh
Het borstbeeld van Carlho Wijdh staat aan de Keizerstraat in Paramaribo, Suriname.
Het bronzen borstbeeld werd op 10 december 2014 onthuld, precies 43 jaar nadat Carlho Wijdh de Coöperatieve Spaar- en Kredietbank Godo oprichtte. Het staat op een groenstrook voor de bank. Het idee kwam van de Vrienden van Carlho Wijdh. Tijdens de ledenvergadering van 29 juni 2014 van de coöperatie Godo presenteerden Hans Breeveld (politicoloog), Jan Haakmat (auteur) en Harry Mungra (psycholoog) het idee om een beeld voor hem te laten maken. De inleg van één Surinaamse dollar van elk van de leden werd unaniem aangenomen. Hiermee was voldoende geld bijeengebracht voor de opdracht aan kunstenaar Erwin de Vries.
Carlho Wijdh merkte in de jaren 1960 als penningmeester voor de Vakbond voor Assurantiemedewerkers dat mensen met lage lonen amper voorschotten konden krijgen van hun werkgever en evenmin konden lenen bij een bank. "Wat me nog scherp bij staat is dat een koffiejuffrouw of schoonmaakster een voorschot vroeg om een kookplaat, je weet wel zo'n tweepits cash and carry, te kunnen kopen. Ze had altijd op houtskool gekookt en wilde daar van af. Maar dat werd geweigerd. Pijnlijk hoor ... Dit soort ervaringen waren de aanleiding voor mij te zoeken naar een oplossing." Met collega's richtte hij daarom op 10 december 1971 de Assurantie Krediet Koöperatie op. De coöperatie was zo succesvol dat het ledental uitgroeide tot zestigduizend en de coöperatieve bank in juni 2010 de licentie van een algemene bank verkreeg.
Op de sokkel onder het beeld staat de tekst:
| Carlho Wijdh Oprichter van de Coöperatieve Spaar- En Kredietbank Gogo G.A. 10 december 1971 kunstenaar Erwin de Vries |